# Place financière
Pour les articles homonymes, voir Place de marché.

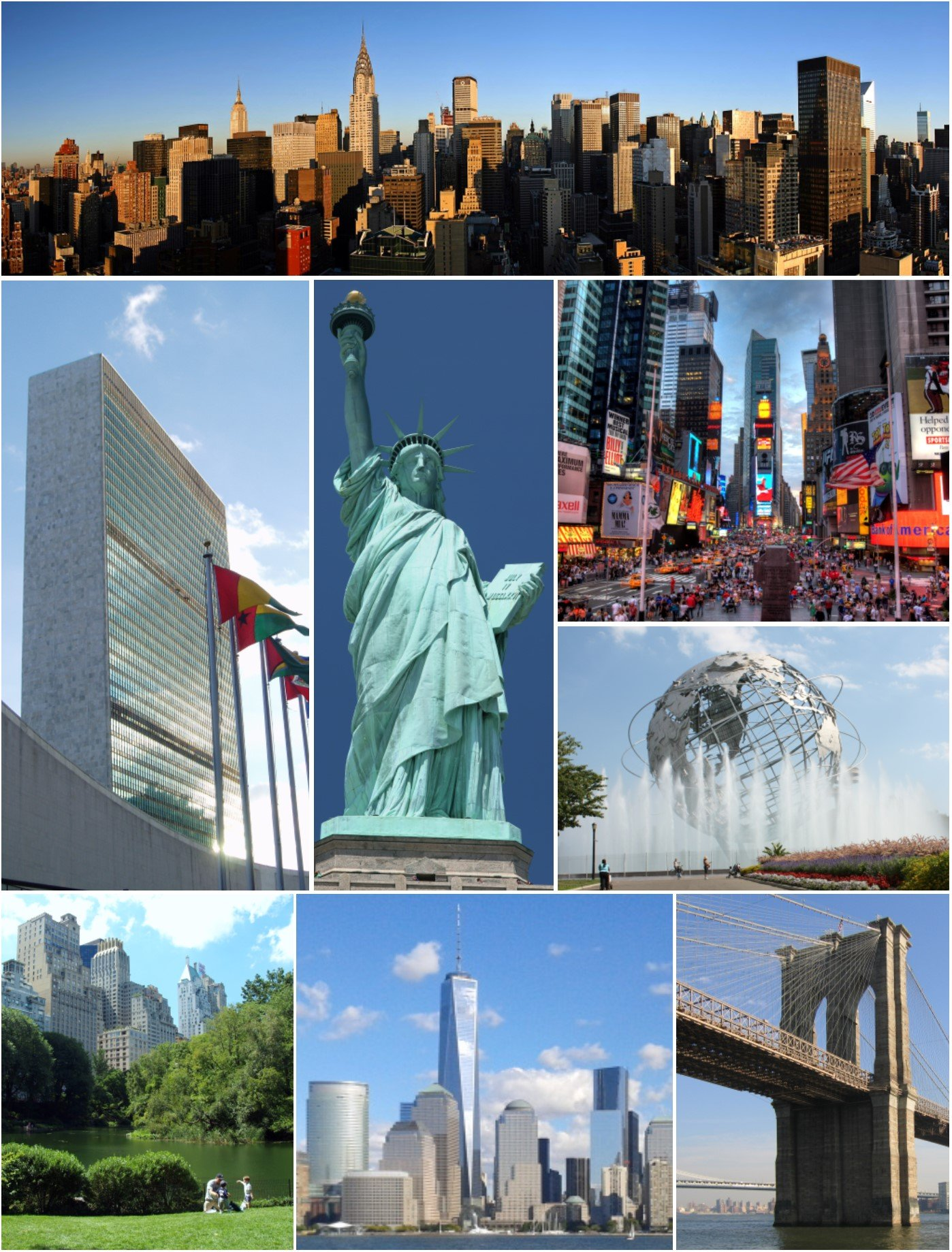
New-York, 1re place financière du monde selon le Global Financial Centres Index (2019)

Une place financière est, selon la définition de la Banque de France, un lieu « qui assure la rencontre de multiples acteurs qui concourent au bon fonctionnement des marchés financiers au sein d'écosystèmes dégageant d'importantes synergies ». Il s'agit donc généralement d'une ville mondiale, désignée comme acteur majeur de l'économie mondiale, et plus particulièrement des marchés financiers internationaux. Les places financières regroupent le siège d'une bourse, d'un marché monétaire, d'un marché de change et de nombreux établissements bancaires.
Les infrastructures facilitant les échanges ainsi que l'accessibilité de la ville jouent un rôle essentiel, regroupant ainsi les établissements financiers en un même lieu et donnant naissance à des clusters.
On parle aussi de centre financier, de pôle financier ou encore de hub financier.

## Histoire
Les places financières internationales en Europe ou en Asie ont une longue tradition d'échange internationaux qui remonte au Moyen Âge. Elles se sont souvent constituées à partir de foires ou de places d'échange de biens, puis de services marchands. Les Foires de Champagne étaient au Moyen Âge une des toutes premières places marchandes et financières en Europe. 
Même si l'histoire est différente, la même logique d'émergence de place financière prévaut en Asie (Tokyo, Hong Kong ou Singapour) et, depuis le 19e siècle, aux États-Unis (New York). À partir de cette histoire, on peut faire quelques observations générales. Premièrement, la première place financière a toujours été celle de la première puissance économique (Pays-Bas au 18e siècle, Grande-Bretagne au 19e siècle, États-Unis au 20e siècle). Deuxièmement, les transitions de la prééminence d'une place à une autre sont peu fréquentes, et découlent beaucoup plus d'évènements géopolitiques majeurs que de facteurs purement économiques ou financiers. Troisièmement, une fois une place financière installée, elle reste importante même en cas de déclin économique (relatif) de sa région. Dans les sections qui suivent, on présente un aperçu de cette histoire. 

### Première mondialisation financière
Au début du 18e siècle, alors qu'Amsterdam perd définitivement sa prédominance, Londres devient incontestablement la première place financière mondiale. Cette centralisation découle de la puissance politique (après les guerres napoléoniennes, empire colonial, etc.) et économique (industrie puissante, commerce développé, revenu par habitant élevé) de la Grande-Bretagne. C'est à Londres que l'on finance le commerce mondial et que sont organisés les flux de capitaux et les investissements internationaux. Il n'y a aucune autre place d'envergure internationale à part Paris, moins développée que sa rivale d'outre-manche mais où a lieu la compensation de certains échanges internationaux et qui organise aussi de nombreux investissements à l'étranger.
C'est généralement en 1870 que l'on date le début de la première mondialisation financière caractérisée par des migrations de mains-d’œuvre (européennes) importantes, du déploiement des moyens de transport et de communication et de l'essor sans précédent du commerce et des marchés des capitaux. C'est l'âge d'or de la City londonienne qui concentre un nombre inégalé d'activités et de services financiers, tandis que Paris est une « brillante seconde » selon les mots d'Alain Plessis. Le développement économique d'autres puissances s'accompagne de l'émergence de nouvelles places financières de statut international : New-York (qui accueille les très nombreux investissement étrangers dirigés vers les États-Unis en pleine explosion économique) et Berlin (dont la puissance industrielle surpasse celle des britanniques au tout début du XXe siècle). Des villes (Bruxelles, Amsterdam, Zurich et Genève) de pays de moindre envergure se spécialisent dans certains services financiers. 
L'historien Youssef Cassis explique que ces villes étaient « les “capitales des capitaux”, les centres financiers des sept pays fournissant 95 % du stock d'investissements étrangers en 1913 ».

### Déclin
La Première Guerre mondiale marque un coup d'arrêt au développement international de la finance. Les échanges se rétractent et, plus qu'avant, se font préférentiellement au sein de blocs géopolitiques (pays de l'Entente, empires coloniaux, etc.). De première débitrice du monde, la place de New-York devient la première créancière, mais Londres reste la première place mondiale. Paris, qui finit par réussir à affronter ses difficultés monétaires à la fin des années 1920 garde un rôle important, tout comme les places suisses mais à l'inverse de Berlin, minée par l'hyperinflation. La crise de 1929 accentue la démondialisation, sans pour autant remodeler la hiérarchie des grandes places financières.
À la sortie de la Seconde Guerre mondiale, la finance privée internationale est réduite tandis que la forte croissance économique des pays occidentaux est soutenue par des financements nationaux impulsés par l'État. La place de Londres, qui a gardé des institutions et une expertise reconnues, est en difficulté. Elle reste leader sur certains marchés mais repose de plus en plus sur un commerce « interne » avec ses colonies et ex-colonies. Paris n'est plus que l'ombre d'elle-même. En Allemagne, de manière un peu étonnante, Francfort plutôt que Cologne ou Hambourg devient la première place financière, notamment parce que les Alliés y ont installé la banque centrale de la RFA, mais n'acquiert pas vraiment de statut international contrairement aux banques suisses de Zurich, Genève, Bâle et (dans une moindre mesure) Lugano. Surtout, c'est désormais New-York qui est la place financière la plus importante du monde, reflet de la superpuissance des États-Unis et de l'hégémonie du dollar. C'est une place financière mature, avec une grande diversité d’institutions, de marchés et de services fournis.

### Seconde mondialisation financière
Les places financières vont connaître un nouvel âge d'or du fait de la mondialisation, de la libéralisation et des innovations financières. New-York accueille le plus grand marché des capitaux au monde. Londres, qui avait commencé un nouvel essor avec l'émergence du marché des eurodollars, est la capitale des banques internationales. Francfort devient la première place européenne continentale, puissance dont témoigne l'installation de la BCE dans la ville. La Suisse reste importante, et domine même certains marchés comme celui de la gestion des grandes fortunes. De nouvelles places internationales émergent. Celle de Tokyo découle de la puissance économique du Japon. À Singapour, le gouvernement capitalise sur l'héritage et le savoir-faire britannique pour développer le marché des eurodollars asiatiques. De façon plus spontanée, Hong-Kong devient également une place internationale majeure.

### Évolutions contemporaines
La crise des subprimes, de façon contre-intuitive, a peu d'impact sur le développement des places financières. Les grandes places comme New-York, Londres, Francfort et Paris retrouvent rapidement leur niveau d'activité d'avant-crise, tandis que les places asiatiques comme Tokyo, Singapour et les places chinoises (Beijing, Shanghai) continuent de connaître une croissance très forte. Au sein des places, les banques d'investissement déclinent au profit des gestionnaires d'actifs. 
Des années 1950 (fin de la primauté de l'étalon-or et des empires coloniaux, et développement des multinationales dans une économie de marché de plus en plus mondialisée) aux années 2020, de nombreuses petites juridictions qui se sont construites grâce à l'évasion fiscale (classées comme paradis fiscaux) deviennent peu à peu des places financières internationales, mais leur développement pourraient être freiné par la volonté des pays spoliés de leur impôt de rendre plus transparents les flux financiers vers ces juridictions, via notamment la création de registres publics de propriété effective. 
Londres reste l'une des principales places financières du monde, mais avec la sortie du pays de l'Union européenne (BREXIT), il a été envisagé qu'une partie des services soient déplacés pour rester dans l'Union européenne. Paris, via l'organisation Paris Europlace, cherche alors à devenir la place de référence financière en Europe et effectue un marketing énergique dans ce sens .

## Principales places financières
La variabilité des classements met en exergue les difficultés rencontrées pour mesurer l'importance d'une place financière. Le premier classement, d'origine britannique, tient compte des paradis fiscaux.
| Rang | Ville           | Pays                | Score |
| ---- | --------------- | ------------------- | ----- |
| 1    | New York        | États-Unis          | 769   |
| 2    | Londres         | Royaume-Uni         | 762   |
| 3    | Hong Kong       | Hong Kong           | 760   |
| 4    | Singapour       | Singapour           | 750   |
| 5    | San Francisco   | États-Unis          | 749   |
| 6    | Chicago         | États-Unis          | 746   |
| 7    | Los Angeles     | États-Unis          | 745   |
| 8    | Shanghai        | Chine               | 744   |
| 9    | Shenzhen        | Chine               | 743   |
| 10   | Séoul           | Corée du Sud        | 742   |
| 11   | Francfort       | Allemagne           | 741   |
| 12   | Dubaï           | Émirats arabes unis | 740   |
| 13   | Washington D.C. | États-Unis          | 739   |
| 14   | Dublin          | Irlande             | 738   |
| 15   | Genève          | Suisse              | 737   |
| 16   | Luxembourg      | Luxembourg          | 736   |
| 17   | Paris           | France              | 735   |
| 18   | Amsterdam       | Pays-Bas            | 734   |
| 19   | Boston          | États-Unis          | 733   |
| 20   | Pékin           | Chine               | 732   |
| 21   | Zürich          | Suisse              | 731   |
| 22   | Tokyo           | Japon               | 730   |
| 23   | Toronto         | Canada              | 729   |
| 24   | Busan           | Corée du Sud        | 728   |
| 25   | Jersey          | Jersey              | 727   |
| 26   | Miami           | États-Unis          | 726   |
| 27   | Montréal        | Canada              | 725   |
| 28   | Melbourne       | Australie           | 724   |
| 29   | Édimbourg       | Royaume-Uni         | 723   |
| 30   | Sydney          | Australie           | 722   |

| Rang | Ville         | Pays         |
| ---- | ------------- | ------------ |
| 1    | Londres       | Royaume-Uni  |
| 2    | New York      | États-Unis   |
| 3    | Tokyo         | Japon        |
| 4    | Singapour     | Singapour    |
| 5    | Chicago       | États-Unis   |
| 6    | Hong Kong     | Hong Kong    |
| 7    | Paris         | France       |
| 8    | Francfort     | Allemagne    |
| 9    | Séoul         | Corée du Sud |
| 10   | Amsterdam     | Pays-Bas     |
| 11   | Madrid        | Espagne      |
| 12   | Sydney        | Australie    |
| 13   | Toronto       | Canada       |
| 14   | Copenhague    | Danemark     |
| 15   | Zurich        | Suisse       |
| 16   | Stockholm     | Suède        |
| 17   | Los Angeles   | États-Unis   |
| 18   | Philadelphie  | États-Unis   |
| 19   | Osaka         | Japon        |
| 20   | Milan         | Italie       |
| 21   | Boston        | États-Unis   |
| 22   | Taipei        | Taïwan       |
| 23   | Berlin        | Allemagne    |
| 24   | Shanghai      | Chine        |
| 25   | Atlanta       | États-Unis   |
| 26   | Vienne        | Autriche     |
| 27   | Munich        | Allemagne    |
| 28   | San Francisco | États-Unis   |
| 29   | Miami         | États-Unis   |
| 30   | Bruxelles     | Belgique     |
| 31   | Dublin        | Irlande      |
| 32   | Montréal      | Canada       |
| 33   | Hambourg      | Allemagne    |
| 34   | Houston       | États-Unis   |
| 35   | Dallas        | États-Unis   |
| 36   | Washington    | États-Unis   |
| 37   | Vancouver     | Canada       |
| 38   | Barcelone     | Espagne      |
| 39   | Düsseldorf    | Allemagne    |
| 40   | Genève        | Suisse       |